# 国際青年エスペラント大会

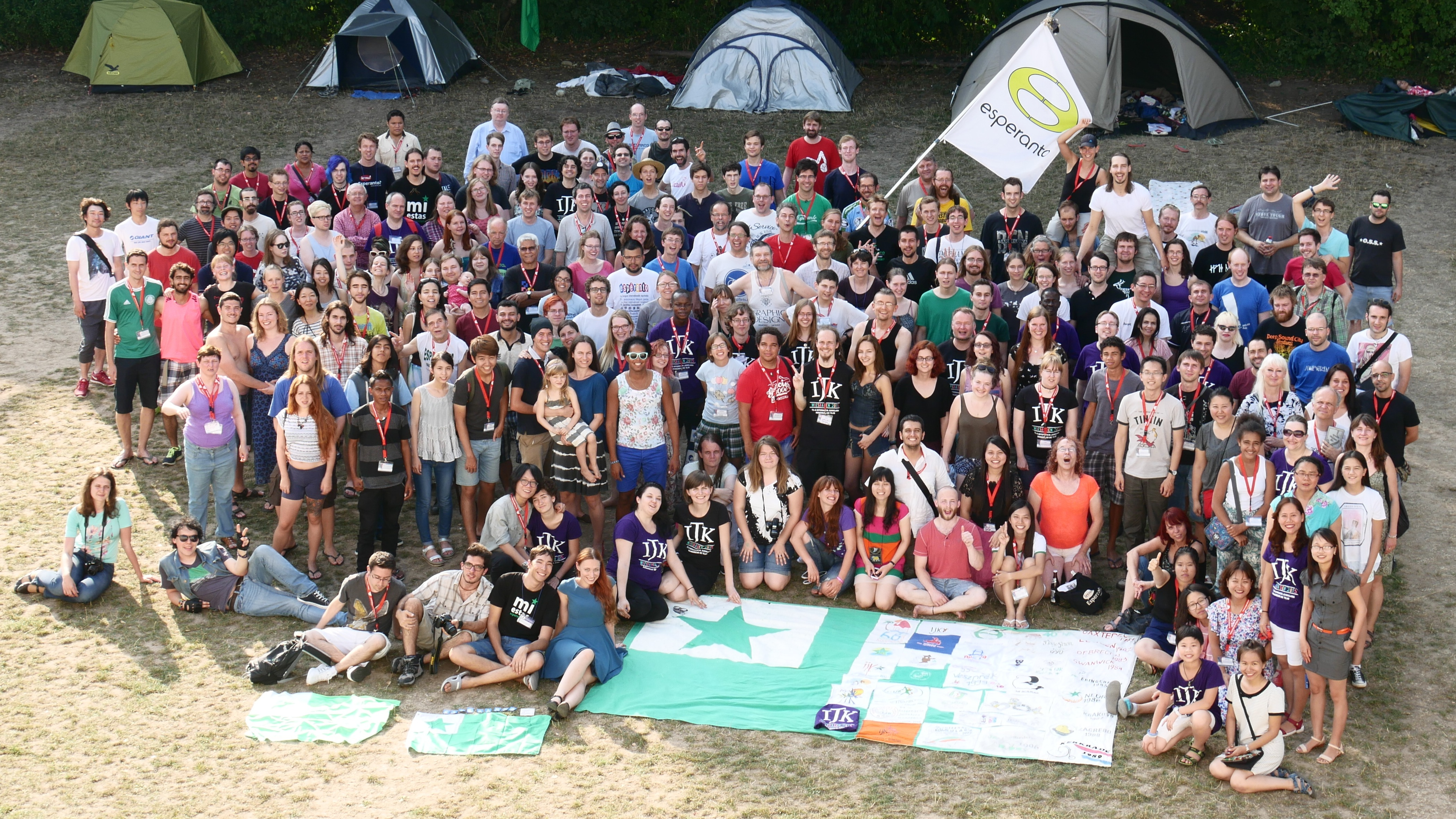
国際青年エスペラント大会, 2015年

国際青年エスペラント大会（Internacia Junulara Kongreso, IJK）は、全世界エスペランティスト青年機構（TEJO）が開催する公式のエスペラントの大会である。

## 概要
青年エスペラント行事としては世界最大のものであり、通常7月または8月に開かれる。世界エスペラント大会のすぐ前またはすぐ後に開かれることが多く、通常300名前後の青年が参加する。1938年以来ほぼ毎年行われており、1987年のIJK（ポーランドのクラクフで開催）は、1,000名以上の記録的参加者数となった。
IJKの開催については、国別組織またはその他のエスペラント団体による招致を受けてTEJOの役員が決定し、その結果は通常、開催前年の春に公表される。

## 日本での開催
- 第21回大会が1965年8月8日 - 15日に滋賀県大津市の国立ユースホステルセンターにて行われた。14カ国から219名が参加し、日本以外からは45名の参加であった。この大会は8月1日 - 7日に東京で行われた第50回世界エスペラント大会に引き続いて行われた行事であった。国内の準備委員会は関西エスペラント連盟内に置かれ、竹内義一が委員長、梅田善美が書記長となった[1]。
- 第68回大会は、当初2012年8月に奈良県天理市で開催予定であったが、2011年12月、日本での開催は急遽取り消しとなり[2]、2012年1月、代わってベトナムのハノイで開催されることが決まった。

## 2000年以降の開催都市
- 第56回　2000年　香港（中国）
- 第57回　2001年　ストラスブール（フランス）
- 第58回　2002年　パト・ブランコ（ブラジル）－　南半球で初
- 第59回　2003年　レシェフォース（スウェーデン）
- 第60回　2004年　コブロフ（ロシア）
- 第61回　2005年　ザコパネ（ポーランド）
- 第62回　2006年　サラエヴォ（ボスニア・ヘルツゴビナ）
- 第63回　2007年　ハノイ（ベトナム）
- 第64回　2008年　ソンバトヘイ（ハンガリー）
- 第65回　2009年　リベレツ（チェコ）
- 第66回　2010年　サンタクルス・デル・ノルテ（キューバ）
- 第67回　2011年　キエフ（ウクライナ）
- 第68回　2012年　ハノイ（ベトナム）
- 第69回　2013年　ナザレ（イスラエル）
- 第70回　2014年　フォルタレザ（ブラジル）
- 第71回　2015年　ヴィースバーデン（ドイツ）
- 第72回　2016年　ヴロツワフ（ポーランド）
- 第73回　2017年　アネホ（トーゴ）
- 第74回　2018年　バダホス（スペイン）

## 参照
1. ↑  初芝武美『日本エスペラント運動史』25章、日本エスペラント学会、1998
2. ↑  2012年 国際青年エスペラント大会 日本大会